# 伊氏鬚蟾鰧
伊氏鬚蟾鰧為輻鰭魚綱鱸形目南極魚亞目阿氏龍鰧科的其中一種，分布於南冰洋戴維斯海海域，棲息深度80-247公尺，體長可達19.4公分，為底棲性魚類，屬肉食性，生活習性不明。

## 擴展閱讀
維基物種上的相關：伊氏鬚蟾鰧